# Gunnar Vingren
Gunnar Vingren (Östra Husby, 1879 - Östergötland, 1933) fue un misionero pentecostal sueco. Desempeñó un papel fundamental en la expansión del pentecostalismo en Brasil a principios del siglo XX. Su labor evangelizadora en la región amazónica y el noreste del país llevó a la fundación de la Asamblea de Dios en Brasil.

## Biografía

### Primeros años
Gunnar Vingren nació en 1879 en Östra Husby, Suecia, en una familia cristiana. Su padre era jardinero. A los 18 años, creyó haber recibido un llamado divino que le indicaba que sería misionero.
En 1903 emigró a Estados Unidos y estudió en el Chicago Theological Seminary. Durante esos años, el movimiento pentecostal crecía con fuerza, influenciado por el Avivamiento de Gales (1904-1905) y el Avivamiento de la Calle Azusa (1906).
En 1909, Vingren buscó recibir el bautismo en el Espíritu Santo. Trabajó con iglesias bautistas escandinavas y fundó una congregación pentecostal en South Bend, Indiana, tras presenciar la conversión de 20 personas.En una reunión de oración en Indiana, afirmó haber recibido una revelación que le indicaba que debía realizar misiones en Pará, Brasil. Daniel Berg, otro predicador sueco, decidió acompañarlo en su viaje.

### Misión en Brasil
El 5 de noviembre de 1910, Vingren y Berg zarparon desde Nueva York rumbo a Brasil. El 19 de noviembre, llegaron a Belém, en el estado de Pará. Aprendieron portugués y comenzaron a predicar el mensaje pentecostal, inicialmente dentro de la comunidad bautista y, posteriormente, en otras regiones del Amazonas y el noreste del país.
El 18 de junio de 1911, en la casa de Celina de Albuquerque, fundaron la primera iglesia de la Asamblea de Dios en Brasil.
Durante la década de 1920, Vingren expandió la misión hacia el sur del país, visitando Río de Janeiro, Santa Catarina y São Paulo. Organizó la Convención General de la Asamblea de Dios en Brasil, promovió la publicación de material religioso y recopiló un himnario. En Río de Janeiro, la comunidad pentecostal creció significativamente.

### Fallecimiento
En 1932, debido a problemas de salud, Vingren dejó Brasil y regresó a Suecia. Su estado empeoró y falleció en 1933 a los 53 años.